# Giovanni Giocondo

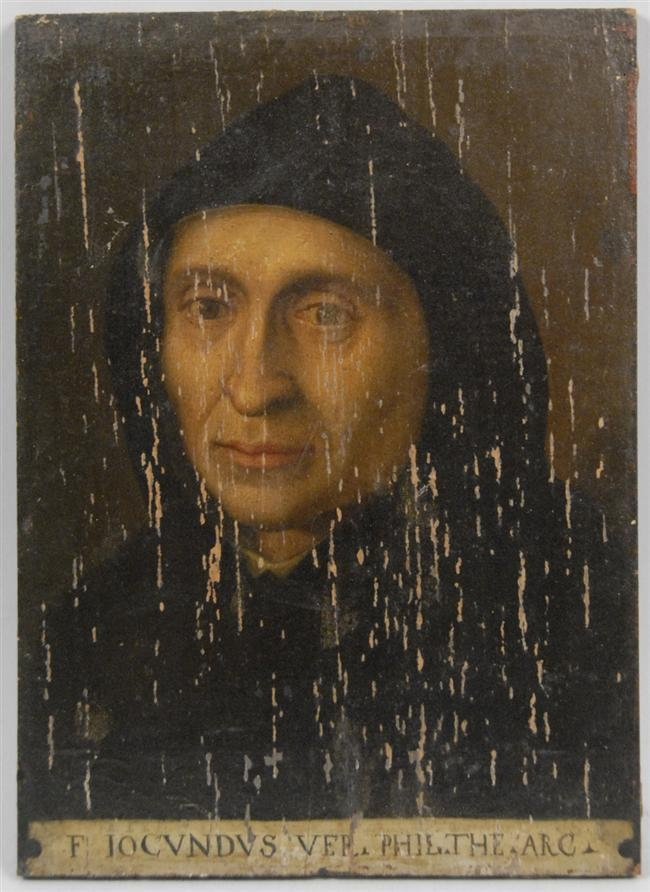
Portret van Giovanni Giocondo

Fra Giovanni Giocondo (Verona, rond 1433 – Rome, 1515) was een monnik, theoloog, filosoof, leerkracht, ingenieur, tekenaar en meester in het perspectief, architect, schrijver en antiquair. Deze grote verscheidenheid aan beroepen maakte van hem een van de meest gerespecteerde en vooraanstaande geleerden van zijn tijd. Zijn kennis van verscheidene vakgebieden en beheersing van talrijke technieken stemden overeen met het ideaalbeeld van de mens in de Renaissance, ook wel de homo universalis genoemd.

## Biografie

### Verona
Fra Giocondo spendeerde zijn jeugd in Verona. Op zijn achttiende trad hij binnen in de Dominicaanse kloosterorde. In dit klooster schoolde hij zich in Latijn en Grieks. Deze kennis zal hij goed kunnen gebruiken bij zijn heruitgave van Vitruvius. Later stapte hij echter over naar de franciscanen. 
In Verona werkte hij als leerkracht Latijn en Grieks onder Maximiliaan. Daar had hij onder andere Scaliger als leerling. In zijn latere werken omschreef Scaliger, Fra Giocondo als een uitstekende redenaar. 
Onder Maximiliaan werd ook de Ponte Pietra gebouwd. De middelste pijler van deze brug was al meerdere malen ingestort, doordat de bodem van de rivier te zacht was om een stevige fundering op te bouwen. Fra Giocondo kwam met een oplossing voor dit probleem. Lange kolommen werden onder water aan elke kant van de pijler bevestigd. Zo zorgde Giocondo voor meer stabiliteit in de brug en bewees hij voor de eerste maal dat hij ook over een sterk technisch inzicht beschikte.

### Rome
In zijn jeugd trok hij al verscheidene keren naar Rome, waar hij zich schoolde als antiquair. Niet alleen antieke gebouwen kregen zijn aandacht, ook inscripties in tomben en andere antieke overblijfselen konden op zijn aandacht rekenen. Al zijn bevindingen, aangevuld met prachtige tekeningen bundelde hij. Dit boek gaf hij aan Lorenzo de’ Medici. Het was ook meteen zijn eerste bekende geschreven werk.
Later maakte hij een heruitgave van de Commentaries van Caesar. De eerste tekening van diens brug over de Rhone was ook van de hand van Fra Giocondo.
Zijn meest bekende en vernieuwende werk was zijn heruitgave van Vitruvius. Dit was meer dan een vertaling, het was een interpretatie. Dit was ook de eerste keer dat Vitruvius werd uitgegeven met illustraties.

### Parijs
In 1496 vertrok Fra Giocondo naar Frankrijk, waar hij, in opdracht van koning Lodewijk XII, hielp met het ontwerp van de Pont Notre-Dame. Andere van zijn ontwerpen, zoals de Petit Pont, het paleis voor de Chambre des Comptes in Parijs en Chateau de Gaillon in Normandië, zijn dan misschien wel minder bekend, in die tijd waren deze gebouwen wel de eerste tekenen van de Italiaanse Renaissance in Frankrijk.

### Venetië
Enkele jaren later keerde de monnik terug naar Italië, meer bepaald naar Venetië. Daar was hij de ingenieur van een project dat hoogstwaarschijnlijk de stad gered heeft. Hij was namelijk diegene die de Signori wees op het gevaar van de dichtslibbende lagunes. Niet alleen zou de stad veel gemakkelijker inneembaar worden voor vijanden, ook zou de lucht vervuild en besmet raken. Fra Giocondo had dit probleem vastgesteld, en hij had er ook al een oplossing voor. Nadat de Signori de beste ingenieurs en architecten van het land aangesproken had over dit gevaar, bleek het project van Fra Giocondo de beste oplossing te zijn en werd het in uitvoering gebracht.
Dit was niet zijn enige werk in Venetië. Zo was hij verantwoordelijk voor de nieuwbouw van het Fondaco dei Tedeschi van 1505 tot 1508. Enkele jaren na het uitvoeren van zijn  project om de lagunes te redden, brandde de Rialtobrug af. Deze brug was een belangrijke oversteek van de Canale Grande en een ontmoetingsplaats in het midden van het handelscentrum. Fra Giocondo tekende een ontwerp voor de nieuwe brug, waar niet alleen de brug maar ook de wijk ernaast een andere gedaante kreeg.
Een andere architect, Zanfragnino, won echter de wedstrijd. Fra Giocondo, ontgoocheld dat zijn ontwerp niet gekozen werd na alles wat hij gedaan had voor de stad, liet Venetië voor wat het was en vertrok naar Rome.

### Terug naar Rome
In Rome was Donato Bramante net begonnen met de bouw van de Sint-Pietersbasiliek. Toen hij in 1514 stierf, werden de werken stilgelegd en werd er gezocht naar een nieuwe architect. Het Vaticaan zocht en vond deze in de gedaante van Rafaël, vergezeld van Fra Giocondo en Sangallo. Zij vernieuwden grotendeels de funderingen, het enige wat al uitgevoerd was van het ontwerp van Bramante, en bouwden de basis van de basiliek zoals hij vandaag nog steeds te zien is. Nog voor de werken vervolledigd werden, in 1515, stierf Fra Giocondo te Rome.

## Fra Giocondo’s Vitruvius

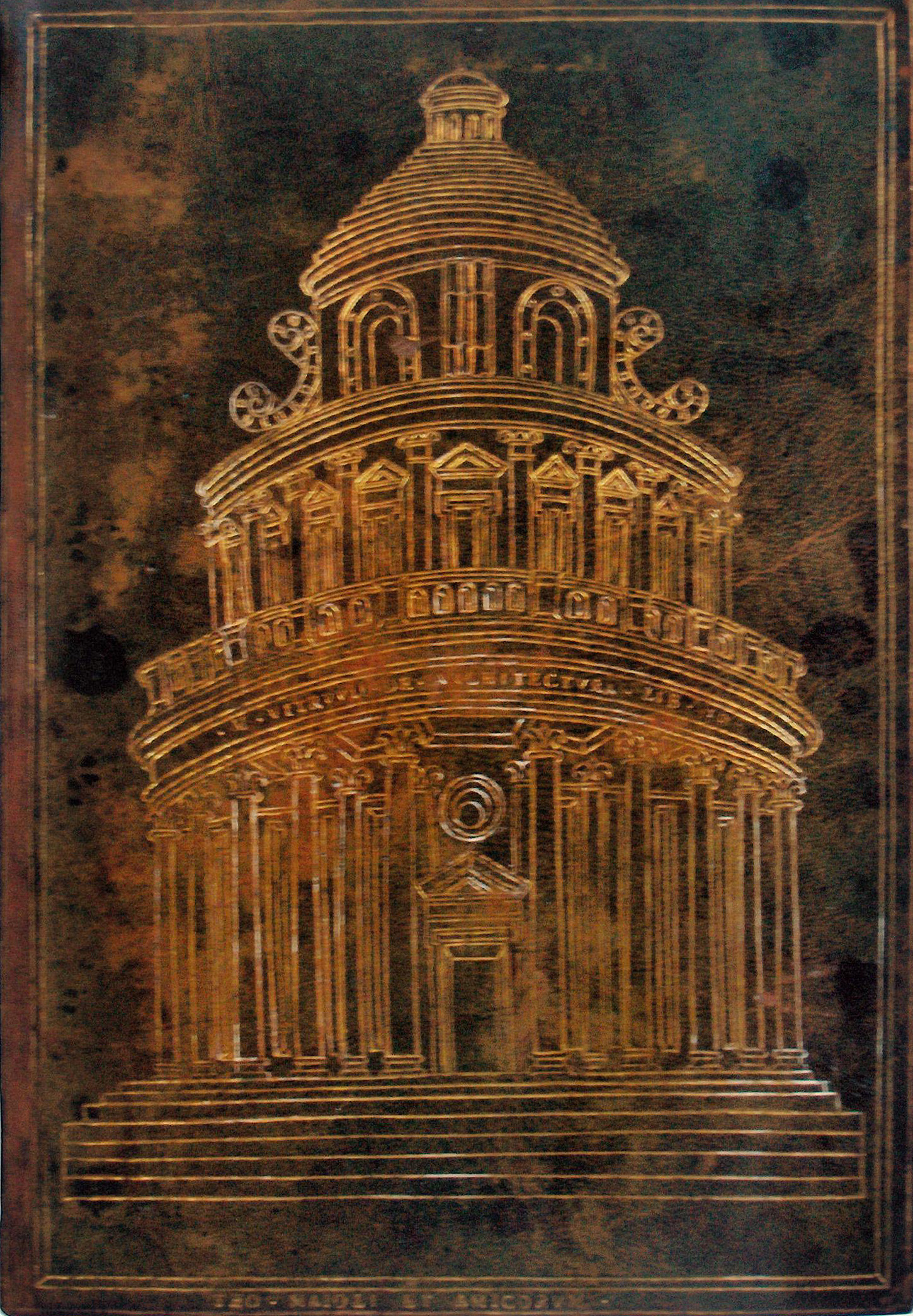
Houtsnede uit de De Architectura van Fra Giocondo

Rond 25 v.c. werd het eerste belangrijke architectuurtraktaat uitgebracht: de "De Architectura" door Vitruvius. De "De Architectura" was zeer moeilijk om te begrijpen door het technische jargon. Het was niet alleen moeilijk te begrijpen, maar er stonden ook veel fouten en tegenstrijdigheden in. Het traktaat was bekend in de middeleeuwen en vanaf het eind van de vijftiende, begin zestiende eeuw werd de "De Architectura" meer kritisch  bekeken. Met Leon Battista Alberti en Filarete verschenen de eerste heruitgaven. Rond 1475 werkte Francesco di Giorgio aan een vertaling en enkele jaren later werd de "De Architectura" gedrukt.
In 1511 schrijft Giocondo zijn versie van de "De Architectura". Het traktaat was een kritische heruitgave. Niet alleen de grammatica werd aangepast, ook de inhoud werd gewijzigd waar nodig. Om de "De Architectura" op een goede en betrouwbare manier te kunnen weergeven was er onderzoek nodig. De monnik vergeleek de tekst dan ook met verschillende manuscripten en met de overgebleven ruïnes. Zijn doel was dan ook om de tekst te verstaan, en niet enkel grammaticaal te verbeteren.
Fra Giocondo wilde een handig en bruikbaar middel maken voor architecten en ingenieurs. Behalve tekst bestond zijn traktaat dan ook uit een alfabetische index en 136 houtsneden om de tekst te verduidelijken.
Hij  draagt zijn vertaling op aan Julius II, en vergelijkt hem expliciet met keizer Augustus, aan wie Vitruvius zijn traktaat opdroeg.
- Bibsys: 1014590
- Biblioteca Nacional de España: XX4886922
- Bibliothèque nationale de France: cb14416417w (data)
- Catàleg d'autoritats de noms i títols de Catalunya: 981058530050906706
- Gemeinsame Normdatei: 118958437
- International Standard Name Identifier: 0000 0001 2280 7989
- Library of Congress Control Number: n86113705
- Nationale Bibliotheek van Tsjechië: mzk2009511683
- Nationale Bibliotheek van Israël: 987007271312205171
- Nederlandse Thesaurus van Auteursnamen: 073890863
- Réseau des bibliothèques de Suisse occidentale: 02-A000072108
- Istituto Centrale per il Catalogo Unico: BVEV031158
- SNAC: w6n62p6h
- Système universitaire de documentation: 060243198
- Union List of Artist Names: 500018565
- Virtual International Authority File: 61762174
- WorldCat: E39PBJtxmKfM49GPpkw3tGppT3